# Красный Посёлок (Новгородская область)
Красный Посёлок — деревня в Чудовском районе Новгородской области в составе Трегубовского сельского поселения.

## География
Находится на севере Новгородской области на расстоянии приблизительно 30 км на юг по прямой от районного центра города Чудово на левом берегу реки Волхов.

## История
На карте 1927 года еще не была обозначена. На карте 1937 года уже обозначена как поселение с современным названием и 14 дворами.

## Население
Численность населения: 2 человека (русские 100 %) в 2002 году, 5 в 2010.